# Ullmann Vegyipari Enciklopédia
Ullmann Vegyipari Enciklopédia - az eredetileg német nyelvű enciklopédia az ipari kémia minden ismert területét feldolgozza a gyártástól az ipari vegyületek tulajdonságáig. Nemzetközileg elismert és hivatkozott adattár.

## Története
Első változatát 1914-ben Fritz Ullmann professzor adta ki Berlinben, Enzyklopädie der Technischen Chemie címmel. Hamar általánosan elfogadott hivatkozási alappá vált Ullmann enciklopédia néven. 
Az újabb kutatási eredményeket 1928 - 1932 és 1951 - 1970 között adták hozzá. A 25 kötetes 4-ik kiadást 1972 - 1984 között jelent meg, amely 18 kötetben ABC sorrendben dolgozta fel a vegyiparban használt anyagokat, míg további hat kötetben a kémiai törvényszerűségeket és vegyipari eljárásokat mutatta be. Az ötödik kiadás 1985 - 1996 között jelent meg immár angol nyelven is. Ullmann Enciklopédiájának hatodik kiadása 2002 decemberében jelent meg. A 40 kötet egyike csak a hivatkozásokat tartalmazza, mely 800 fő témára tagolta az ismereteket. Emellett 10 000 táblázatot, 20 000 ábrát és számtalan hivatkozást tartalmaz, ami a nyomtatott változatban 27 000 oldalt jelent.
1997-től az interneten is elérhető a tudástár. Eleinte évente frissítették, ám jelenleg két havonta adják hozzá a friss cikkeket. 1999-től a CD kiadás is megvalósult. A CD-ROM enciklopédiához egy német-angol műszaki szótár is tartozik.
A hetedik kiadása 2014-ben jelent meg, melyben a korábbiakon túl 600 új vagy jelentősen átírt cikk kapott helyet a több száz új színes ábra mellett. Nyomtatva továbbra is 40 kötetes. Az 1,000 fő cikk nagyjából 3000 szerzőhöz köthető, akik szakterületükön neves cégeknél vagy kutatóintézetekben dolgoznak. Összességében 16 millió szó, közel 15 ezer táblázat, 25 ezer ábra található a kiadásban.